# Kazimierz Andrusiewicz
Kazimierz Iwo Andrusiewicz, ps. Marian (ur. 18 maja 1894 w Lipinkach, zm. 31 października 1948 w Barnsley) – kapitan administracji Wojska Polskiego, kawaler Orderu Virtuti Militari.

## Życiorys
Urodził się 18 maja 1894 w Lipinkach, pow. gorlicki, jako syn Michała i Wiktorii. Po wybuchu I wojny światowej wstąpił do Legionów Polskich i od 6 sierpnia 1914 do 1 listopada 1918 służył w 2 pułku piechoty w składzie II Brygady.
Po odzyskaniu przez Polskę niepodległości został przyjęty do Wojska Polskiego. Wziął udział w wojnie z bolszewikami w szeregach 4 pułku piechoty Legionów. W latach 20. był oficerem 2 pułku piechoty Legionów w Pińczowie. 3 maja 1922 roku został zweryfikowany w stopniu porucznika ze starszeństwem z dniem 1 czerwca 1919 roku i 615. lokatą w korpusie oficerów piechoty. 1 grudnia 1924 roku został mianowany kapitanem ze starszeństwem z dniem 15 sierpnia 1924 roku i 204. lokatą w korpusie oficerów piechoty. W latach 1928–1934 był oficerem 84 pułku piechoty w Pińsku. W czerwcu 1934 został przeniesiony do 39 pułku piechoty w Jarosławiu. Obowiązki służbowe łączył z funkcją prezesa oddziału Związku Legionistów Polskich w Przeworsku. W 1939 pełnił służbę w Komendzie Rejonu Uzupełnień Kałusz na stanowisku kierownika I referatu ewidencji. 
Podczas II wojny światowej jako kapitan Polskich Sił Zbrojnych w szeregach 2 Korpusu Polskiego sprawował stanowisko dyrektora Szkoły Rolniczej we włoskim Lecce.
Zmarł 31 października 1948 w Barnsley. Został pochowany na tamtejszym cmentarzu (ang. Barnsley Cemetery).
Miał syna Bogdana, który został inżynierem.

## Ordery i odznaczenia
- Krzyż Srebrny Orderu Wojskowego Virtuti Militari nr 6229 – 17 maja 1922[14][15][16]
- Krzyż Niepodległości – 6 czerwca 1931[17]
- Krzyż Walecznych trzykrotnie[3]
- Srebrny Krzyż Zasługi z Mieczami[3]
- Medal Waleczności (Austro-Węgry)[3]